# Prozesskalkül
Prozesskalküle (oder auch Prozessalgebren) umfassen eine große Familie von Ansätzen zur formalen Modellierung von nebenläufigen Systemen. 
Sie erlauben die abstrakte Beschreibung von Interaktion, Kommunikation und Synchronisation zwischen einer Gruppe von unabhängigen Agenten oder Prozessen. Algebraische Gesetze ermöglichen die Analyse oder Umformung von Prozessbeschreibungen.
Beispiele für Prozesskalküle sind CSP, CCS, ACP oder der Pi-Kalkül.